# Антонов-Овсеенко, Владимир Александрович
Влади́мир Алекса́ндрович Анто́нов-Овсе́енко (укр. Володимир Олександрович Антонов-Овсієнко, наст. фамилия — Овсе́енко, псевдонимы в партии — Штык и Ники́та, литературный псевдоним — А. Га́льский; 9 (21) марта 1883, Чернигов, Российская империя — 10 февраля 1938, Москва) — революционер, советский политический, партийный, государственный и военный деятель, юрист, публицист, дипломат. Меньшевик до 1914 года, во время Первой мировой войны — меньшевик-интернационалист, в 1917 году вступил в партию большевиков. Один из руководителей штурма Зимнего дворца, с 30 ноября 1918 года по 4 января 1919 — командующий Украинской советской армией. Сторонник Левой оппозиции. Расстрелян в 1938 году «за принадлежность к троцкистской террористической и шпионской организации».  

## Биография

### Становление личности
Родился 9 (21) марта 1883 года в Чернигове, в дворянской семье поручика резервного пехотного полка, дослужившегося до чина капитана, Александра Анисимовича Овсеенко (1852—1902). По национальности украинец. Как писал сам: «Я в 17-летнем возрасте порвал с родителями, ибо они были люди старых, царских взглядов, знать их больше не хотел. Связи по крови ничего не стоят, если нет иных».
В 1901 году окончил Воронежский кадетский корпус и поступил в Николаевское военное инженерное училище, однако отказался присягать «на верность царю и отечеству», позднее объяснив это «органическим отвращением к военщине», и после полутора недель ареста был отчислен.
Участвовал в левосоциалистическом крыле революционного движения с 1901 года, когда вступил в социал-демократический студенческий кружок в Варшаве.
Весной 1902 года отправился в Санкт-Петербург, где работал сначала чернорабочим в Александровском порту, а затем кучером в «Обществе покровительства животным».
Осенью 1902 года поступил в Санкт-Петербургское пехотное юнкерское училище. Во время учёбы занимался революционной агитацией среди юнкеров, используя пропагандистскую литературу, которую получал от членов организации социал-революционеров. В 1903 году через болгарского революционера Б. С. Стомонякова связался с организацией РСДРП. В августе 1904 года окончил училище и был выпущен подпоручиком в 40-й пехотный Колыванский полк, дислоцировавшийся в Варшаве.

### Участие в Первой русской революции
Весной 1905 года, во время русско-японской войны, он вне очереди получил назначение на Дальний Восток, но на место службы не прибыл — дезертировал, перейдя на нелегальное положение, в чём ему помогли, по его собственным воспоминаниям, местные социал-демократы, в частности Фюрстенберг. Овсеенко отправился в Краков и Львов (в тот период — на территории Австро-Венгрии), оставаясь на связи со своими товарищами в Польше. Через какое-то время нелегально вернулся в Польшу и вместе с Феликсом Дзержинским пытался организовать военное восстание двух пехотных полков и артиллерийской бригады в Ново-Александрии, которое закончилось неудачей. Овсеенко был арестован и помещен в варшавскую тюрьму, из которой ему удалось бежать.
Подробности удачного побега освещены в рапорте начальника Варшавского тюремного замка: «Сего дня, в 17 часов 30 минут, из вверенной моему охранению тюрьмы бежал Владимир Антонов-Овсеенко, дело коего назначено на завтра к слушанию в военно-полевом суде. Обстоятельства, при коих совершён дерзкий побег, следующие. Во время прогулки по внутреннему двору Антонов-Овсеенко исхлопотал разрешение на проведение „спортивных упражнений“. Спортивные эти упражнения, однако, были не чем иным, как заранее продуманным и подготовленным планом побега, который Антонов-Овсеенко совершил во время „выстраивания чехарды“, при коей один из арестантов вспрыгивает на спину другому, образуя „лестницу“. Потом арестанты потешно падали на землю, что создавало благодушное настроение у стражников. После десяти минут игры этой Антонов-Овсеенко, усыпив бдительность стражников окончательно, повернул направление „чехарды“ от одиночного дерева к тюремной стене. После третьего по счёту влезания на спины Антонов-Овсеенко перемахнул через усыпанную битым стеклом из-под водочных четвертей стену как раз в том месте, где стоял крытый экипаж, и не разбился, так как прыгнул на крышу экипажа. Стрелять в беглеца не представилось возможным, поскольку кони немедленно взяли с места, а чьи-то руки втащили Антонова-Овсеенко с крыши в экипаж, тут же свернувший за угол…»
Вновь перебрался в Австро-Венгрию, откуда был направлен местной меньшевистской эмигрантской группой в Санкт-Петербург, куда и прибыл в начале мая. Стал членом Петербургского комитета РСДРП, занимался агитацией среди военнослужащих.

### Арест, ссылка, побег, эмиграция
В конце июня был арестован в Кронштадте, назвавшись чужой фамилией, что помогло ему избежать приговора военно-полевого суда. В октябре 1905 года по амнистии по случаю объявления Манифеста 17-го октября был освобождён, при этом его настоящее имя так и осталось невыясненным. Антонов-Овсеенко скрывался в Москве, затем на юге России. В 1906 году пытался организовать восстание в Севастополе, за что был вновь арестован (во время ареста оказал вооружённое сопротивление) и помещен в Севастопольскую тюрьму, а через год был приговорён к смертной казни с заменой 20 годами каторги. В июне 1907 года перед самой отправкой на каторгу, совместно с группой из 15—20 заключённых, совершив подрыв тюремной стены, он совершил побег; скрывался в Финляндии, затем в течение нескольких лет работал в подполье в Петербурге и Москве, специализируясь на революционной агитации среди военнослужащих.
В 1909 году вновь был арестован, но не опознан, и полгода провёл в тюрьме, откуда был выпущен под чужим именем. В середине 1910 года нелегально выехал из России во Францию, где примкнул к меньшевикам, однако после начала Первой мировой войны перешёл к межрайонцам. С сентября 1914 года участвовал в издании и редактировании газеты Мартова и Троцкого «Наше слово» («Голос»). Лев Троцкий оставил об этом периоде такие воспоминания: 

Антонов-Овсеенко по характеру импульсивный оптимист, гораздо больше способный на импровизацию, чем на расчёт. В качестве бывшего маленького офицера, он обладал кое-какими военными сведениями. Во время большой войны, в качестве эмигранта, он вёл в парижской газете «Наше слово» военный обзор и нередко проявлял стратегическую догадку.— цитируется по: Шрамко С. Забытый автор Октября // Сибирские огни : Журнал. — 2007. — № 11.

### В 1917 году
Февральская революция позволила Антонову-Овсеенко в июне 1917 года вернуться в Россию, где он сразу же вступил в партию большевиков (по другим источникам — большевик с мая 1917).
Как член Военной организации при ЦК РСДРП(б) Антонов-Овсеенко был направлен в Гельсингфорс (Хельсинки) для ведения агитационной работы среди солдат Северного фронта и моряков Балтийского флота. Одновременно он редактировал газету «Волна». После июльского кризиса был арестован Временным правительством и заключён в тюрьму «Кресты», где совместно с Ф. Ф. Раскольниковым от имени арестованных большевиков составил письменный протест против ареста. После освобождения под залог (4 сентября 1917 года) Центробалт назначил Антонова-Овсеенко комиссаром при генерал-губернаторе Финляндии.
В сентябре — октябре 1917 года Антонов-Овсеенко — делегат Всероссийского демократического совещания и Второго съезда моряков Балтфлота, на котором огласил текст воззвания «К угнетённым всех стран». 30 сентября 1917 года был избран в состав Финляндского областного бюро РСДРП(б), входил в состав Организационного комитета и Исполкома съезда Советов Северной области. 15 октября участвовал в работе конференции военных организаций РСДРП(б) Северного фронта, от которого избран в Учредительное собрание. Был избран в состав Петроградского ВРК. В своём докладе на заседании Петроградского Совета РСД 23 октября 1917 года доложил о том, что петроградский гарнизон в целом выступает за передачу власти Советам, красногвардейцы заняли оружейные заводы и склады и вооружаются захваченным оружием, внешнее кольцо обороны Петрограда укреплено, а действия штаба Петроградского военного округа и Временного правительства парализованы.
В качестве секретаря Петроградского военно-революционного комитета Антонов-Овсеенко, входивший и в образованный 24 октября «Полевой штаб ВРК», принимал активнейшее участие в Октябрьском вооружённом восстании в Петрограде. В составе «оперативной тройки» (совместно с Н. И. Подвойским и Г. И. Чудновским) он подготавливал захват Зимнего дворца. Джон Рид в книге «Десять дней, которые потрясли мир» вспоминал: «В одной из комнат верхнего этажа сидел тонколицый, длинноволосый человек, математик и шахматист, когда-то офицер царской армии, а потом революционер и ссыльный, некто Овсеенко, по кличке Антонов». Руководил действиями красногвардейцев, революционных солдат и матросов во время штурма Зимнего дворца, после чего арестовал Временное правительство. На проходившем в это время II Всероссийском съезде Советов 26 октября 1917 года Антонов-Овсеенко доложил депутатам о заключении в Петропавловскую крепость министров Временного правительства. На съезде был избран членом Комитета по военным и морским делам при Совнаркоме.
Во время выступления Керенского — Краснова Антонов-Овсеенко был членом штаба Петроградского военного округа и помощником командующего войсками военного округа. 28 октября 1917 года, во время юнкерского восстания, был взят в заложники юнкерами, которые намеревались обменять его на пятьдесят своих товарищей, захваченных в плен сторонниками советской власти. На следующий день был освобождён революционными матросами при посредничестве американского корреспондента А. Р. Вильямса.
С 9 ноября по декабрь 1917 года исполнял должность командующего Петроградским военным округом, сменив на этом посту левого эсера М. А. Муравьёва.

### Участие в Гражданской войне
В декабре 1917 года Антонов-Овсеенко, имевший военное образование, что было редкостью среди большевистского руководства, был направлен на юг руководить боевыми действиями против казаков атамана Каледина и украинизированных частей Русской армии, поддерживавших Украинскую Центральную раду.
27 ноября (10 декабря) при революционной Ставке в Могилёве был создан Революционный полевой штаб — оперативный орган руководства вооружённой борьбой с контрреволюцией. 6 (19) декабря СНК РСФСР образовал Южный революционный фронт по борьбе с контрреволюцией. Главнокомандующим войсками фронта был назначен Антонов-Овсеенко. Революционный полевой штаб находился в его непосредственном подчинении. Во главе Южной группы войск Советской России Антонов-Овсеенко вступил в Харьков, где съезд Советов провозгласил советскую власть на Украине, после чего передал командование войсками, действовавшими на Украине, своему начальнику штаба подполковнику М. А. Муравьёву, а сам возглавил борьбу против казачьих войск Дона.
В марте — мае 1918 года Антонов-Овсеенко — Верховный главнокомандующий советскими войсками Юга России, в состав которых входили вооружённые формирования Украинской, Одесской, Донецко-Криворожской и Таврической советских республик.
Как утверждалось в документах Особой комиссии по расследованию злодеяний большевиков, состоявшей при А. И. Деникине, главнокомандующем Вооружёнными силами на Юге России, по личному указанию Антонова-Овсеенко 1 апреля 1918 года в Таганроге после издевательств и пыток был расстрелян командующий 1-й русской армией, победитель 8-й германской армии при Гумбиннене, генерал Русской императорской армии П. К. Ренненкампф.
В конце августа — начале сентября 1918 года во главе советской делегации был направлен в Берлин для заключения соглашения с представителями германского командования о возможности участия немецких войск в вооружённой борьбе с воинскими контингентами Антанты, высадившимися в Северной области. В сентябре — октябре 1918 года командовал группой войск Восточного фронта РККА по подавлению Ижевско-Воткинского восстания. Координировал действия 2-й и 3-й армий и Волжской военной флотилии.
17-30 ноября 1918 года — член Революционного военного совета Особой группы войск Курского направления (см. Группа войск курского направления).
30 ноября 1918 года — 4 января 1919 года Антонов-Овсеенко командовал Украинской советской армией, действовавшей против немецких оккупантов и петлюровцев; с 4 января по 15 июня 1919 года — командующий Украинским фронтом, в мае — июне 1919 — командующий всеми вооружёнными силами Украинской ССР. Принимал активное участие в установлении советской власти практически на всей территории Украины, в формировании вооружённых сил УССР, военных действиях против армии Директории, ликвидации Григорьевского мятежа. По утверждению украинских историков, в бытность его командующим на территории Советской Украины широко применялись массовые репрессии против классовых врагов и националистов. Есть легенда, что, когда владельцы харьковских предприятий отказались выплатить рабочим заработную плату, протестуя против введения 8-часового рабочего дня, Антонов-Овсеенко посадил 15 предпринимателей в вагон поезда и потребовал от них миллион наличными, угрожая в противном случае отправить их на работу в рудники. Это одобрил Ленин в телеграмме следующего содержания: «…Особенно одобряю и приветствую арест миллионеров-саботажников в вагоне I и II класса. Советую отправить их на полгода на принудительные работы в рудники. Ещё раз приветствую вас за решительность и осуждаю колеблющихся»

### На хозяйственной работе
В июне 1919 года был переведён на хозяйственную работу. Как указано в автобиографии Антонова-Овсеенко, в августе — сентябре 1919 года он был уполномоченным ВЦИК по продразверстке в Витебской губернии, с ноября 1919 года — уполномоченным ВЦИК в Тамбовской губернии, затем — председателем Тамбовского губкома и губисполкома. С апреля 1920 года — зампред Главкомтруда, член коллегии Наркомтруда, с ноября 1920 по январь 1921 гг. — член коллегии Наркомвнудел и зампред Малого Совнаркома, с середины января по начало февраля 1921 г. — уполномоченный ВЦИК в Пермской губернии.

### Подавление Тамбовского восстания
В середине февраля 1921 года Антонов-Овсеенко был назначен председателем Полномочной комиссии ВЦИК по борьбе с бандитизмом в Тамбовской губернии.
Массовое крестьянское восстание в Тамбовской губернии, вспыхнувшее ещё в августе 1920 года, к этому времени достигло наивысшего размаха и начало выходить за пределы губернии, находя отклик в пограничных уездах соседних Воронежской и Саратовской губерний. После победы над Врангелем и подавления Кронштадтского мятежа подавление тамбовского восстания стало приоритетной задачей Советской власти. Полномочная комиссия ВЦИК во главе с Антоновым-Овсеенко, образованная в конце февраля — начале марта 1921 г., сосредоточила в своих руках всю власть в Тамбовской губернии. Расформирование советских фронтов против Польши и Врангеля позволило перебросить в губернию крупные и боеспособные воинские контингенты и боевую технику, включая артиллерию, бронечасти и самолёты. 27 апреля Политбюро ЦК РКП(б) приняло секретное решение «О ликвидации банд Антонова в Тамбовской губернии», которым М. Н. Тухачевский назначался «единоличным командующим войсками в Тамбовском округе, ответственным за ликвидацию банд… не позднее, чем в месячный срок». Под его командованием находились другие известные военачальники, в том числе Г. И. Котовский и И. П. Уборевич. Численность красноармейцев постоянно росла и к лету достигла 100 тысяч человек.
Стратегия разгрома восстания, сформулированная в приказе Тухачевского № 130 от 12 мая 1921 г., а также в приказе Полномочной комиссии ВЦИК № 171 от 11 июня 1921 г. (подписанном Антоновым-Овсеенко), состояла в полном и жестоком осуществлении военной оккупации повстанческих местностей. Впоследствии Антонов-Овсеенко, обобщая полученный опыт борьбы с повстанческим крестьянским движением, так описывал применявшуюся систему мер: 

В основу положена опять-таки оккупационная система, но в связи с прибытием новых значительных сил, она распространена на больший район. В этом районе выделяются особо бандитские села, по отношению к которым проводится массовый террор — таким селам выносится особый «приговор», в котором перечисляются их преступления перед трудовым народом, всё мужское население объявляется под судом реввоентрибунала, изъемлются в концентрационный лагерь все бандитские семьи в качестве заложников за их сочлена — участника банды, даётся двухнедельный срок для явки бандита, по истечении которого семья высылается из губернии, а имущество её (раньше условно арестованное) окончательно конфискуется. Одновременно производятся поголовные обыски и, в случае обнаружения оружия, старший работник дома подлежит расстрелу на месте. Приказ, устанавливающий такую меру, опубликован широко за № 130.

Исследователь Давид Фельдман в 1989 году опубликовал документы, которые, на его взгляд, свидетельствуют о том, что предложение применить против тамбовских повстанцев боевые отравляющие вещества исходило от Полномочной комиссии ВЦИК, которую возглавлял В. А. Антонов-Овсеенко. В частности, в воззвании «Участникам бандитских шаек», опубликованном 11 июня 1921 г. и подписанном Полномочной комиссией, говорилось: 
Участники белобандитских шаек, партизаны, бандиты, сдавайтесь… Если укроетесь в лесу — выкурим. Полномочная комиссия решила удушливыми газами выкурить банды из лесов…
В июле 1921 года Антонов-Овсеенко и Тухачевский были отозваны с Тамбовщины. Вернувшись в Москву, Антонов-Овсеенко представил в ЦК РКП(б) развёрнутый доклад о положении дел в Тамбовской губернии и опыте борьбы с повстанческим движением, в котором представил предложения о мерах, которые необходимо будет предпринять в случае повторения подобных ситуаций.
С октября 1921 г. — председатель губисполкома Самарской губернии, где руководил борьбой с голодом.
В 1920 году у него родился сын Антон — в будущем российский историк и публицист. 

### В оппозиции
В 1922 году Антонов-Овсеенко был назначен начальником Политуправления РВС республики (ПУР). Активно выступая против усиления власти Сталина, он поддержал Льва Троцкого и примкнул к Левой оппозиции. 11 декабря 1923 года Троцкий опубликовал в «Правде» серию из четырёх статей «Новый курс». 24 декабря Антонов-Овсеенко выпустил циркуляр ПУР № 200, в котором предложил своим подчинённым изменить политическую подготовку в армии в духе положений «Нового курса». В ответ на требование Политбюро отменить циркуляр Антонов-Овсеенко 27 декабря 1923 года направил в Политбюро письмо с предупреждением, что «если тронут Троцкого, то вся Красная Армия встанет на защиту советского Карно» и что армия сможет «призвать к порядку зарвавшихся вождей». В это время ходили слухи о возможности военного переворота, об устранении от власти партии Сталина, но Троцкий, по невыясненным причинам, отказался пойти на такой шаг. Между тем «тройке» Зиновьев-Каменев-Сталин к середине января 1924 года удалось в целом разгромить Левую оппозицию, сторонники Сталина срочно произвели кадровые замены в высшем военном руководстве, и 17 января 1924 года Антонов-Овсеенко был снят с должности начальника ПУР и заменён Бубновым А. С.; циркуляр ПУР № 200 был отменён.

### Дипломатическая работа
Антонов-Овсеенко был направлен на дипломатическую работу, занимал должности полпреда в ряде восточноевропейских стран, включая Чехословакию (с 1924 года), Литву (с 1928 года) и Польшу (с 1930 года). В 1928 году под давлением был вынужден порвать с левой оппозицией. В 1930-е годы ему на некоторое время было разрешено работать на разнообразных должностях, связанных с юриспруденцией, включая должности прокурора РСФСР (с 1934) и наркома юстиции РСФСР (август-октябрь 1937). В должности прокурора РСФСР Овсеенко способствовал установлению практики вынесения приговоров «по пролетарской необходимости».
Во время Гражданской войны в Испании был генеральным консулом СССР в Барселоне (1936—1937): через этот город проходило большинство военных грузов из СССР для испанских коммунистических формирований. Оказал большую помощь республиканским войскам как военный советник. Сборник документов, условно названный «Дневником Антонова-Овсеенко», свидетельствует о том, что он пытался выступать в защиту оппозиционных сталинской линии анархо-синдикалистов и марксистов из ПОУМ, контролировавших антифашистское движение в Каталонии, за что был назван Хуаном Негрином «большим каталонцем, чем сами каталонцы» (хотя он был сам умеренным социалистом, Негрин поддерживал примиренческую линию в отношении Москвы). После возникшего конфликта с советским генеральным консулом Негрин даже собирался подать в отставку.

### Арест, расстрел
В конце 1937 года Антонов-Овсеенко был отозван из Испании, после чего арестован НКВД в ходе кампании Большого террора в СССР 12 октября 1937 года.
Его сын Антон Антонов-Овсеенко под псевдонимом А. Ракитин пишет:

…поздний вечер 11 октября 1937 г. Кинорежиссёр С. Васильев никак не расстанется с Владимиром Александровичем: уж очень интересные подробности рассказывает герой Октября. Постановщику фильма «Ленин в Октябре» М. Ромму разрешено показывать на экране только Ленина, Сталина, Дзержинского и Свердлова. Такова воля самого Сталина. Антонов-Овсеенко знает об этом. Знает, но консультирует создателей фильма. Так же, как он делал это для редакции «Истории гражданской войны», книги, из которой его имя также вычеркнули. …Васильев ушёл поздно ночью. А через полчаса Антонова-Овсеенко арестовали.

Во втором («дополненном») издании цитируемой книги (1973) этот сюжет изъят. Почти одновременно была арестована его жена («знала о террористической деятельности своего мужа»), которая была расстреляна за два дня до расстрела мужа.
8 февраля 1938 года приговорён ВКВС СССР к расстрелу «за принадлежность к троцкистской террористической и шпионской организации». Расстрелян 10 февраля 1938 года, похоронен на полигоне «Коммунарка».
Сокамерник Антонова вспоминал: «Когда его вызвали на расстрел, Антонов стал прощаться с нами, снял пиджак, ботинки, отдал нам и полураздетый ушёл на расстрел». 21 год назад, в шляпе набекрень, с волосами до плеч, он объявил низложенным Временное правительство. Теперь его босого вели к расстрельной камере. По словам сына Михаила Томского Юрия, которые воспроизводят Джузеппе Боффа и Роберт Конквест, перед смертью Антонов-Овсеенко произнёс слова: «Я прошу того, кто доживёт до свободы, передать людям, что Антонов-Овсеенко был большевиком и остался большевиком до последнего дня».
Реабилитирован посмертно 25 февраля 1956 года.

## Семья
Первый брак (юридически не оформленное сожительство) с Анной Михайловной (умерла во время Гражданской войны от тифа):
- сын Владимир был усыновлён Дзержинским, когда родители оказались в заключении (ещё до революции)[9].

Супруга Розалия Борисовна, урождённая Кацнельсон, в браке пятеро детей, выжили трое: Вера (1917 г. р.), Антон (1920 г. р.), Галина (1921 г. р.). Розалия Кацнельсон в 1929 году была арестована как «враг народа», покончила жизнь самоубийством в 1936 году в тюрьме в Ханты-Мансийске:
- Антон Владимирович Антонов-Овсеенко — публицист и писатель.
  - Антон Антонович Антонов-Овсеенко — внук В. А. Антонова-Овсеенко.

В 1936 году оформил брак с Софьей Ивановной Левиной (по первому мужу Тихановой), 1898 года рождения. Расстреляна в Коммунарке в феврале 1938 года:
- дочь Валентина Тиханова — российский и советский искусствовед, основатель и директор музея «Творчество и быт ГУЛАГа»[9].

## Адрес в Москве
1932—1937 годы: Новинский бульвар, дом 25, корпус 1 (Второй дом Совнаркома или Дом Наркомфина), квартира 49, где проживал вместе с женой Софьей Ивановной и пятнадцатилетней падчерицей Валентиной.

## Сочинения
- Антонов-Овсеенко В. А. Под вымпелом Октября. — М.: 1923.
- Антонов-Овсеенко В. А. Строительство Красной Армии в революции. — М., 1923
- Антонов-Овсеенко В. А. В семнадцатом году. — М.: ГИХЛ, 1933.
- Антонов-Овсеенко В. А. Записки о гражданской войне. — Т.1. — М., 1924; Т.2. — М., ГИЗ,1928; Т.3.- М.-Л., Воениздат, 1932; Т.4. — М.-Л., Воениздат, 1933.

## Память
- В честь В. А. Антонова-Овсеенко были названы улицы в Киеве (ныне переименована в ул. Владимира Наумовича), Самаре, Воронеже, Москве, Санкт-Петербурге, Тамбове (переименована в ул. Астраханскую), Чернигове (в декабре 2015 переименована в ул. Успенскую).
- В период 1980—2015 годы называлась улица в Чернигове; на Аллее Героев, был установлен бюст В. А. Антонова-Овсеенко. 9 февраля 2014 года в ходе выступлений «Второго Майдана» памятник был сброшен с пьедестала и сдан в музей.
- В Ленинграде на Свердловской набережной перед выставочным залом Союза Художников в 1986 году была установлена ростовая бронзовая скульптура В. А. Антонова-Овсеенко, созданная скульптором Л. Ю. Эйдлиным в 1975 году.
- Также Антонов-Овсеенко упоминается как близкий друг Максима Исаева в произведении Юлиана Семёнова «Приказано выжить».
- Антонову-Овсенко посвящена поэма словацкого поэта Ладислава Новомеского «Вилла Тереза».
- В 1984 году почта Вьетнама выпустила серию из 4 марок, посвящённую памяти В. И. Ленина, на одной из которых была запечатлена картина А. Плотнова «Мир народам!» с изображением выступающего Ленина, рядом с которым был запечатлён В. А. Антонов-Овсеенко (Mi #1502).

## Киновоплощения
- В художественном фильме «Октябрь» (1927) Антонов-Овсеенко сыграл самого себя.
- В художественном фильме «Балтийская слава» (1957) Антонова-Овсеенко сыграл Михаил Екатерининский.
- В художественном фильме «День первый» (1958) Антонова-Овсеенко сыграл Иннокентий Смоктуновский
- В художественном фильме «В дни Октября» (1958) Антонова-Овсеенко сыграл Георгий Сатини.
- В художественном фильме «Одиночество» (1964) Антонова-Овсеенко сыграл Александр Граве.
- В художественном фильме «Залп «Авроры»» (1965) Антонова-Овсеенко сыграл Сергей Яковлев.
- В художественном фильме «Семья Коцюбинских» (1970) Антонова-Овсеенко сыграл Виктор Маляревич.
- В художественном фильме «Посланники вечности» (1970) Антонова-Овсеенко сыграл Александр Белоусов
- В художественном фильме «20 декабря» (1981) Антонова-Овсеенко сыграл Александр Голобородько.
- В фильме «Красные колокола. Фильм 2. Я видел рождение нового мира» (1982) Антонова-Овсеенко сыграл Александр Сайко.
- В сериале «Девять жизней Нестора Махно» (2007) Антонова-Овсеенко сыграл Станислав Боклан.
- В сериале «Крылья империи» (2017) Антонова-Овсеенко сыграл Владимир Колганов.